# Kimberly Ezekwem
Kimberly Ezekwem (* 19. Juni 2001 in München) ist ein deutsch-nigerianischer Fußballspieler.

## Werdegang
Ezekwem wurde in München geboren und besitzt sowohl die deutsche als auch die nigerianische Staatsangehörigkeit. Sein älterer Bruder Cottrell Ezekwem ist ebenfalls Fußballprofi. Seine Karriere begann der Verteidiger in der Jugend des SC Freising, ehe er sich dem TSV 1860 München anschloss. In der U11 kam er zum FC Bayern München und durchlief dort die Jugendmannschaften bis zur U17, ehe er 2018 zum SC Freiburg wechselte. Von 2019 bis 2020 besuchte er die Max Weber-Schule in Freiburg.
Im Sommer 2020 rückte der Linksfuß, der bis dahin als linker Außenverteidiger eingesetzt wurde, in die zweite Mannschaft des SC Freiburg in der Regionalliga Südwest auf. Dort konnte er sich auf Anhieb als Stammspieler in der Innenverteidigung durchsetzen und erreichte mit der Mannschaft am Saisonende den Aufstieg in die Dritte Liga, wozu er insgesamt 14 Torvorlagen beisteuerte. In der folgenden Saison konnte er daraufhin dort sein Profiliga-Debüt feiern und rückte zudem auch in den Kader der Bundesliga-Mannschaft der Breisgauer auf. Im September 2021 wurde er erstmals für den Kader der deutschen U20-Nationalmannschaft nominiert, kam dort jedoch anschließend nicht zum Einsatz. Im Mai 2023 wurde Ezekwem gegen RB Leipzig zu seinem ersten Einsatz in der Bundesliga eingewechselt.
Zur Saison 2023/24 wechselte er auf Leihbasis für ein Jahr zum Zweitligisten SC Paderborn 07. Dort kam er in den ersten sieben Ligaspielen der Saison zum Einsatz und gehörte am achten Spieltag noch dem Spieltagskader an, fiel danach jedoch krankheitsbedingt aus. Bereits im Oktober 2023 kehrte er daher nach Freiburg zurück und bestritt bis zum Ende der Leihe kein weiteres Spiel mehr für die Ostwestfalen. Aufgrund anhaltend schlechter Blutwerte war auch zu Beginn der Saison 2024/25 für Ezekwem „nicht an Leistungssport zu denken“. Nach einem weiteren Jahr ohne eine Rückkehr auf den Platz endete im Sommer 2025 seine Zugehörigkeit zum SC Freiburg.

## Erfolge
- Meister der Regionalliga Südwest und Aufstieg in die 3. Liga: 2021